# Fatimata Wane
Pour les articles homonymes, voir Wane.
Fatimata Wane-Sagna, est une journaliste et présentatrice franco-sénégalaise. Elle est la présentatrice du journal de l’Afrique sur France 24. Elle est spécialisée dans les questions africaines et est reconnue pour son engagement envers la promotion de la culture africaine.

## Biographie

### Éducation et formation
Fatimata Wane étudie à l'École supérieure de journalisme de Paris de 2002 à 2004 où elle obtient un diplôme en journalisme. Elle possède également une double licence en littérature française et civilisation anglo-américaine obtenu entre 2013 et 2016.

## Carrière

### Début de carrière
Fatimata Wane fait ses débuts en 2004 au sein de l'équipe de 90 Minutes à Canal+. C'est aux côtés de Paul Moreira, figure emblématique du journalisme d'investigation, qu'elle fait ses premiers pas dans ce domaine. 
Par la suite, elle choisit de s'orienter vers la presse écrite. Son parcours l'amène à rejoindre la rédaction le magazine d'Africa International. Durant cette période, elle publie de nombreux articles qui feront la une, comme "Morts pour que rien ne change" sur Émeutes de 2005 dans les banlieues françaises,.

### France 24
Dès sa création en 2006, Fatimata Wane rejoint les rangs de France 24. Elle occupe plusieurs fonctions au sein de la chaîne, chef d'édition, chroniqueuse, envoyée spéciale, reporter, sur divers sujets en rapport avec l'Afrique. Au cours de cette période, elle reçoit en entretien des grandes personnalités du continent africain.
Aujourd'hui, Fatimata Wane continue d'être une voix prépondérante au sein de France 24 dans le traitement de l'actualité politique, économique, sociétale et, surtout, culturelle du continent africain.
Depuis 2018, elle présente le journal de l’Afrique sur France 24. Elle se voit confier en 2023 la présentation de Planète Afro, une émission sur France 24 qui explore la culture d'Afrique et des Caraïbes.

## Engagement communautaire
En 2019, Fatimata Wane crée avec Seynabou Dia, l'association Action Africa Culture, une initiative panafricaine en collaboration avec des acteurs culturels de premier plan, consacrée à la promotion de la culture en Afrique,. Action Africa Culture aspire à établir un réseau international et pluridisciplinaire d'acteurs culturels, essentiel au développement des industries culturelles et créatives,. Ce projet culminera en décembre 2021 avec la co-organisation, aux côtés de l’UNESCO, du plus grand sommet africain de la culture.

## Récompenses
- Prix MondiaPress 2018 de la meilleure journaliste et animateur de l’année pour la promotion cultures africaine[8],[9].